# Вдовичино (Харьковская область)
Вдовичино (укр. Вдовичине), село, 
Резуненковский сельский совет,
Коломакский район,
Харьковская область.
Код КОАТУУ — 6323280602. Население по переписи 2001 года составляет 11 (5/6 м/ж) человек.

## Географическое положение
Село Вдовичино находится на правом берегу реки Коломак, выше по течению на расстоянии в 1 км расположено село Гуртововка, ниже по течению примыкает село Гришково, на противоположном берегу расположено село Резуненково.

## История
- 1862 — дата основания.